# Messier 74
Messier 74 cunoscută ca NGC 628 și Galaxia Fantomă, este o galaxie spirală situată în constelația Peștii. Ese află la aproximativ 32 de milioane de ani-lumină depărtare de Terra. A fost descoperită în septembrie 1780 de către Pierre Méchain.
Datorită faptului că brațele sale spiralate sunt proeminente și bine definite, M74 face parte dintr-o clasă specială cunoscută sub numele de "galaxie spirală de mare stil".
Galaxia apare ca o pată slabă de lumină prin telescoape mici și este unul dintre cele mai dificile obiecte Messier de observat. Cea mai bună perioadă pentru a o căuta pe cer, este luna noiembrie. Astronomii apreciază că ar găzdui 100 de miliarde de stele.

## Galerie

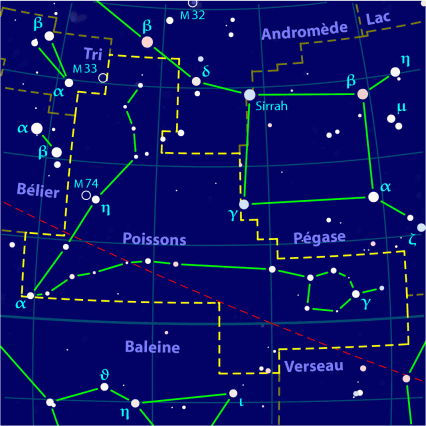
NGC 628 în constelația Peștii
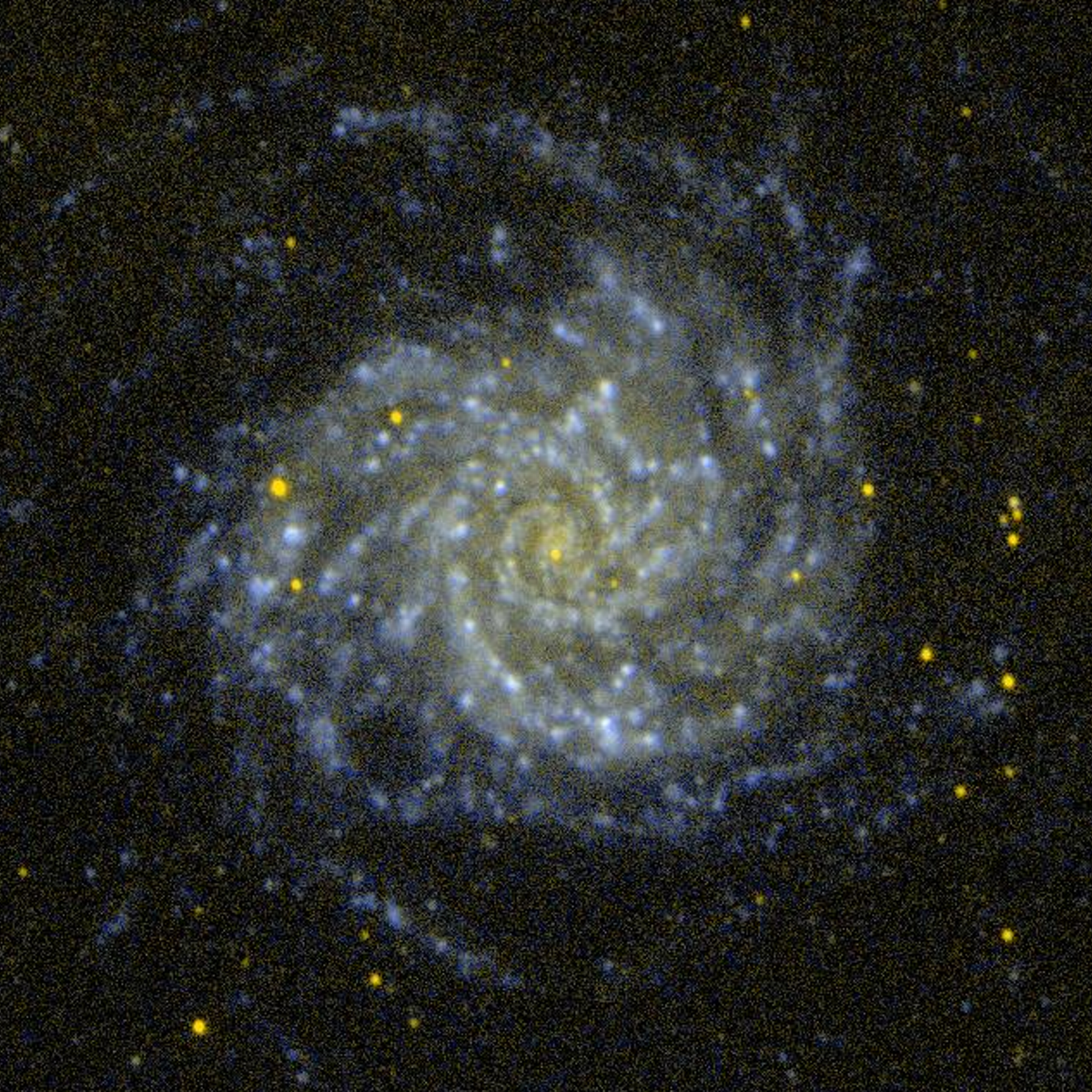
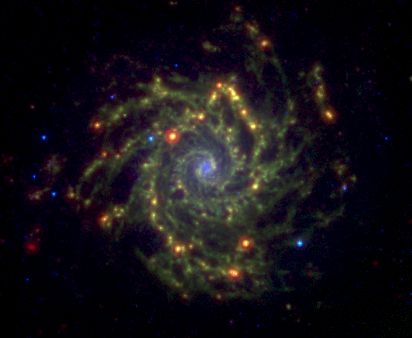
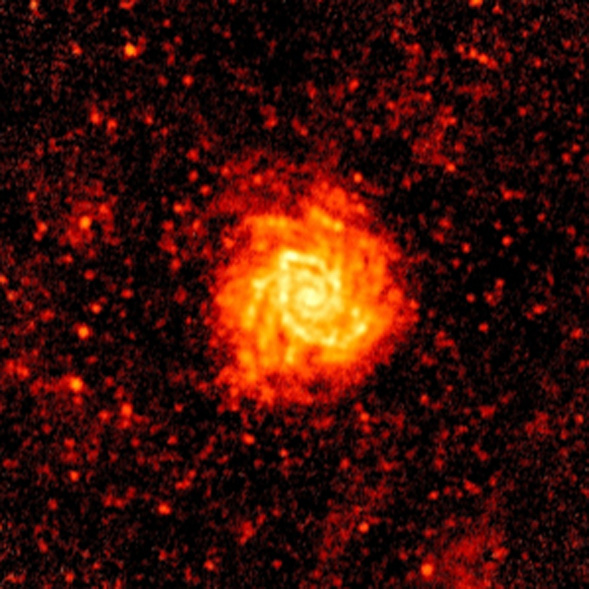
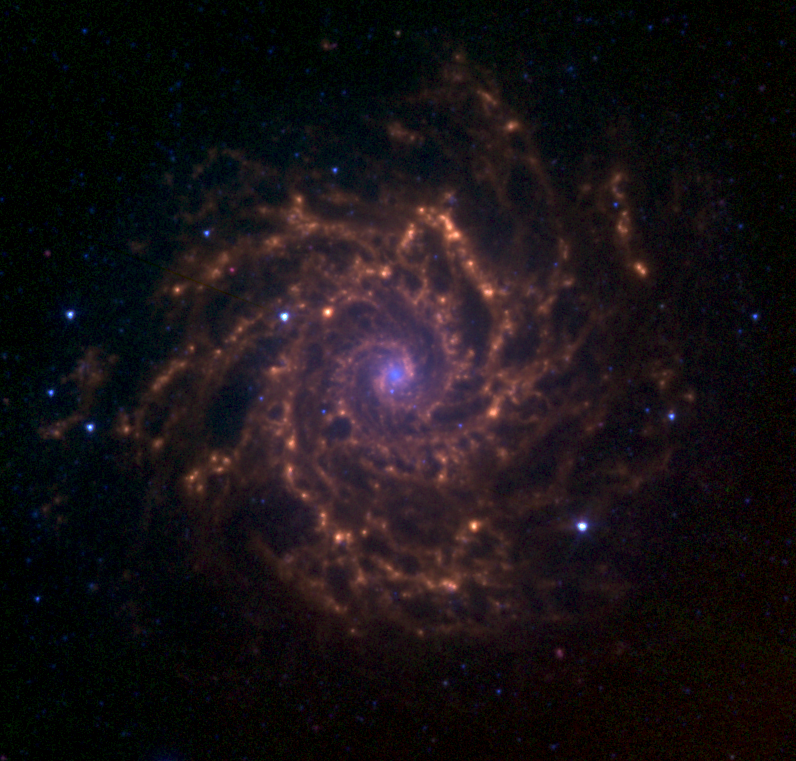
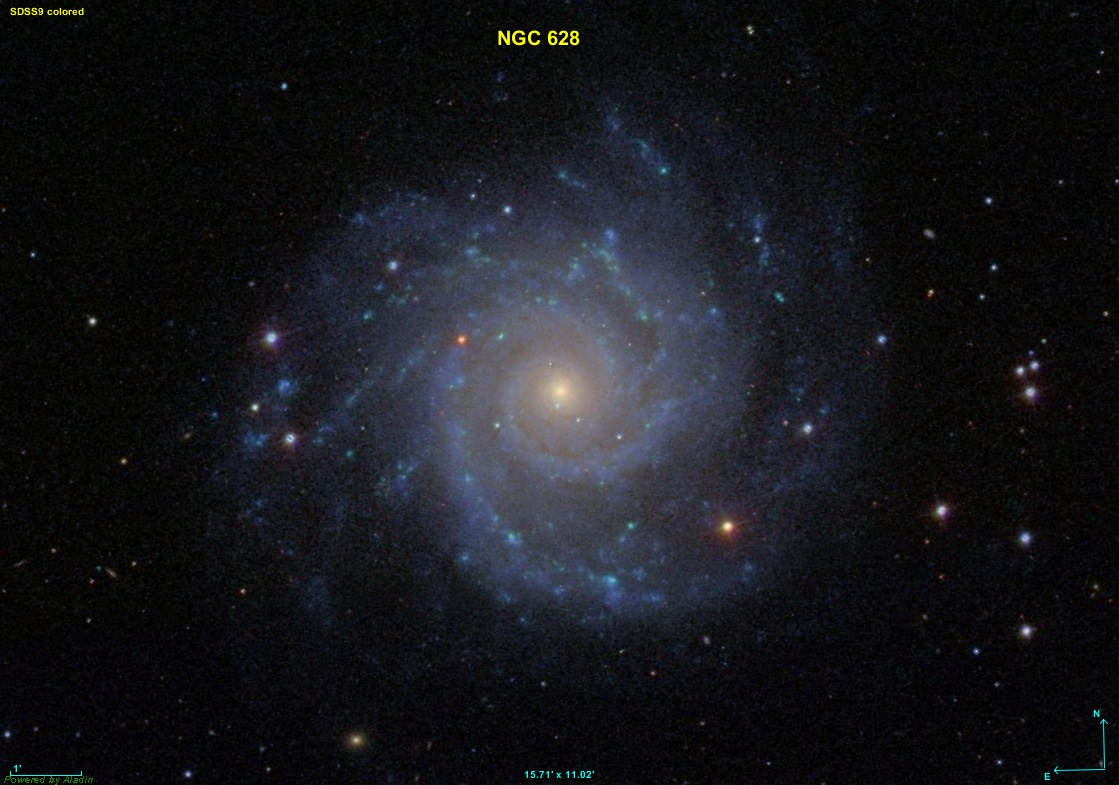